# Trumpchi Emkoo
La Trumpchi Emkoo (cinese :影酷; pinyin : Yǐngkù), venduta come GAC Emkoo al di fuori del mercato cinese, è un'autovettura prodotta dal 2022 dalla casa automobilistica cinese Trumpchi, divisione della GAC Group.
L'Emkoo è disponibile in due versioni: con motore endotermico e con propulsore ibrido.

## Descrizione
La Trumpchi Emkoo è stata anticipata dalla concept car Vision Emkoo presentata nel novembre 2021 al salone di Guangzhou.
Il modello per produzione in serie ha debuttato nell'aprile 2022, con un design esterno simile alla concept del 2021, per poi essere messo in vendita ad agosto.
Ci sono due motorizzazioni: il modello entry-level è alimentato da un motore turbo da 1,5 litri che produce 177 CV e 270 Nm di coppia ed è abbinato a un cambio a doppia frizione a 7 rapporti, mentre il modello più potente è alimentato da un motore turbo da 2,0 litri che produce 252 CV e 400 Nm di coppia e dispone di un cambio automatico a 8 rapporti.
Il modello ibrido è alimentato da un motore da 2,0 litri che eroga 140 CV e 180 Nm abbinato ad un motore elettrico sviluppato in collaborazione con Toyota.